# Cléo de Verberena
Cleo de Verberena, nome artístico de Jacyra Martins da Silveira (Amparo (São Paulo), 1904- São Paulo, 6 de outubro de 1972) foi uma atriz e cineasta brasileira. É considerada a primeira mulher brasileira a dirigir um filme, O Mistério do Dominó Preto, de 1931, no qual também produziu e atuou.

## Biografia
Jacyra Martins da Silveira nasceu em Amparo (São Paulo), em 26 de junho 1904.  Nos anos de 1920 foi para São Paulo, era apaixonada por cinema, interessando-se pela atuação e pelo campo da técnica. Seus diretores favoritos eram Von Stronheim e Fred Niblo e sua atriz favorita era Greta Garbo. 
Na capital conheceu César Melani, filho de fazendeiros de Franca, com quem viria a se casar em 1923.  Em 1930 fundaram um estudio, EPICA FILM,no bairro paulistano de Santa Cecília. Jacyra adotou o nome artístico de Cleo de Verberena e Melani, Laes Mac Reni, um anagrama de seu nome. 
O primeiro e único filme da EPICA Films foi O Mysterio do Dominó Preto, baseado na novela do escritor Martinho Correa, dirigido e protagonizado por Cleo de Verberena. Cesar Melani foi ator e produtor.  Cleo atuou em peças teatrais com o grupo ViaLáctea, de Luiz de Barros no ano de 1931, enquanto distribuía o filme.
Em 1932 mudou-se para o Rio de Janeiro junto de Cesar Melani, com intenção de distribuir O Mystério do Dominó Preto por lá. Visitou o estúdio Cinédia, conheceu grandes nomes do cinema brasileiro como Adhemar Gonzaga e Carmen Santos, porém, sua única participação no cinema ficou restrita ao Mysterio do Dominó Preto. 
Cléo quase participou dos filmes Canção do Destino (1931) e Onde a Terra Acaba (1932) do Cinédia, mas sua participação nunca se concretizou em nenhuma das películas. 
Com a morte de Melani, Cleo não se envolveu mais com cinema. Casou-se novamente com o cônsul chileno Francisco Landestoy Saint Jean, mudando-se com ele para Inglaterra e posteriormente Chile. Francisco faleceu em 1953. Cleo não mais se casou e estabeleceu-se em São Paulo com o filho Cesar Augusto.
Cléo morreu em 6 de outubro de 1972. 
"Cleo de Verberena e O Mysterio do Dominó Preto (1931)", é o primeiro e único livro sobre a diretora pioneira. Foi escrito por Marcella Grecco e publicado em 2021, pela editora Giostri. Um artigo com informações inéditas da vida e obra de Cleo de Verberena foi também publicado na Revista Movimento, da USP. 